# 三重 (長崎市)
三重（みえ）は、長崎県長崎市の地域である。旧西彼杵郡三重村。
三重地区（長崎市役所三重地域センター管内）の人口は19,965人（住民基本台帳、2018年1月末日現在）。

## 概要
長崎市北西部の角力灘に面した地域である。1973年3月31日に旧西彼杵郡三重村が編入合併されたことにより長崎市の市域に含まれることになった。
新長崎漁港が設置され、またベッドタウンとして栄えており、人口が増加している。

## 町
1973年の長崎市編入以降、1975年までは10郷をそのまま用い、同年、町名設置を実施した。
| 1889年→1973年                        | 1975年         | 1985年～2004年               | 現在                   |
| ------------------------------------ | -------------- | ---------------------------- | ---------------------- |
| 三重村→長崎市松崎郷                  | 長崎市松崎町   | 長崎市松崎町                 | 松崎町                 |
| 三重村→長崎市樫山郷                  | 長崎市樫山町   | 長崎市樫山町                 | 樫山町                 |
| 三重村→長崎市畦郷                    | 長崎市畦町     | 長崎市畦町                   | 畦町                   |
| 三重村→長崎市三重郷                  | 長崎市三重町   | 長崎市三重町                 | 三重町                 |
| 三重村→長崎市三重田郷                | 長崎市三重田町 | 長崎市三重田町               | 三重田町               |
| 三重村→長崎市向郷                    | 長崎市三京町   | 長崎市三京町                 | 三京町                 |
| 三重村→長崎市京泊郷                  | 長崎市京泊町   | 京泊1丁目～3丁目(2001)       | 京泊1丁目～3丁目       |
| 三重村→長崎市京泊郷                  | 長崎市京泊町   | さくらの里1丁目～3丁目(2001) | さくらの里1丁目～3丁目 |
| 三重村→長崎市畝刈郷                  | 長崎市畝刈町   | 畝刈町                       | 畝刈町                 |
| 三重村→長崎市畝刈郷                  | 長崎市畝刈町   | 豊洋台1丁目・2丁目(2004)     | 豊洋台1丁目・2丁目     |
| 三重村→長崎市多以良郷                | 長崎市多以良町 | 豊洋台1丁目・2丁目(2004)     | 豊洋台1丁目・2丁目     |
| 三重村→長崎市多以良郷                | 長崎市多以良町 | 多以良町                     | 多以良町               |
| 三重村→長崎市遠木場郷 （とおのこば） | 長崎市鳴見町   | 鳴見町                       | 鳴見町                 |
| 三重村→長崎市遠木場郷 （とおのこば） | 長崎市鳴見町   | 鳴見台1丁目・2丁目(1985)     | 鳴見台1丁目・2丁目     |

### 現在の町
畦町（あぜ）
三重町に隣接する狭小区域で、住宅も少ない。半農半漁の地域。海岸に沿って堤防が築かれ、堤防に沿って住宅が建つ。また、釣り場でもある。
畝刈町（あぜかり）
国道202号より海側は都市化が進み、住宅地が並ぶ。山側は農業地区である。新長崎漁港に近く、漁業に関係のある施設もある。市道が琴海方面にのびる。
樫山町（かしやま）
東樫山・西樫山の2地区からなる。半島状の地区で、先端は三重崎という岬である。中央部に集落が広がる、半漁半農地区。かつては隠れキリシタンの里であった。
京泊1丁目～3丁目（きょうどまり）
1丁目から順に、31,10,40街区。1丁目は畝刈小学校があるほかはほぼ全域が三重団地。2・3丁目に新長崎漁港があり、埋立地に漁業関連の施設・工場や商業施設が並ぶ。また、漁港自体が魚の卸売市場を兼ねている。埋立以前から漁港として栄えた。漁港通りより北側はおおむね住宅街。
三京町（さんきょう）
式見の向町との同名回避のため改称。三重と京泊の中間に位置する。国道202号より南側は埋立地が多く、工場が並ぶほか、マリンヒル三京団地がある。国道より北側は山林。マリンヒルの近くに三重浄水場、山林地区にごみ処理場がある。
多以良町（たいら）
県道28号沿いに多以良集落が広がる。畝刈町に近い区域は区画整理が行われ、都市化が進む。そこから西にそれた国道202号沿いにニューハーベン団地がある。国道をさらに南下すると、沖平集落がある。沖平には水産試験場がある。
鳴見町（なるみ）
多以良町と滑石峠の間の山間部であるが、山を登るにつれて住宅が増え、滑石に最も近い滑石トンネル西口は宅地造成されている。
松崎町（まつざき）
ほとんど平地がない山間部。地区で最も奥まった地区にあり、外海町・琴海町が長崎市に編入されるまで、両町との間に挟まれ両端が市町境という位置にあった。
三重町（みえ）
三重地区の中心部。ただし、京泊・畝刈町ほど都市化されていない。長崎バスの石原バス停があり、石原発着のバスが多数設定されている。漁業地域。三重小学校、市役所三重支所、三重郵便局がある。北部の日田尾地区は山間部。
三重田町（みえだ）
農業地域。国道より北側は山間部。南側は平地であるが、荒れ地が中心である。
鳴見台1丁目・2丁目（なるみだい）
1丁目は55街区、2丁目は56街区。光風台団地を占める。団地名と町名が異なるため、「鳴見台」「光風台」を名乗る施設が混在する。バス停ですら両方の名前を冠した停留所がある。団地内に鳴見台小学校があり、町は上水道用ダムの鳴見ダムと隣接している。
さくらの里1丁目～3丁目（さくらのさと）
1丁目は28街区、2丁目は36街区、3丁目は住居表示未実施。1・2丁目はパークコミュニティ桜の里団地を占める。3丁目は団地造成はされておらず、山林地区。長崎バスの桜の里営業所がある。
豊洋台1丁目・2丁目（ほうようだい）
1丁目は33街区、2丁目は36街区。サンコート豊洋台団地を占める。ただし、現在2丁目には住宅は建っていない。

## 交通

### 鉄道・バス
- 長崎自動車（長崎バス）

### 道路
- 国道202号
- 長崎県道28号長崎畝刈線
- 長崎県道115号長崎漁港村松線

## 施設

### 公共
- 長崎市役所三重支所

### 教育機関
- 長崎市立三重中学校
- 長崎市立三重小学校
- 長崎市立畝刈小学校
- 長崎市立鳴見台小学校